# IS-IS
IS-IS — протокол маршрутизації проміжних систем; протокол внутрішніх шлюзів (IGP), стандартизований ISO і який використовується в основному у великих мережах провайдерів послуг. IS-IS може також використовуватися в корпоративних мережах особливо великого масштабу. IS-IS — це протокол маршрутизації на основі стану з'єднань. Він забезпечує швидку збіжність і відмінну масштабованість. Як і всі протоколи на основі стану з'єднань, IS-IS дуже економно використовує пропускну здатність мереж.